# 红场事件

馬蒂亞斯·魯斯特的驾驶路線

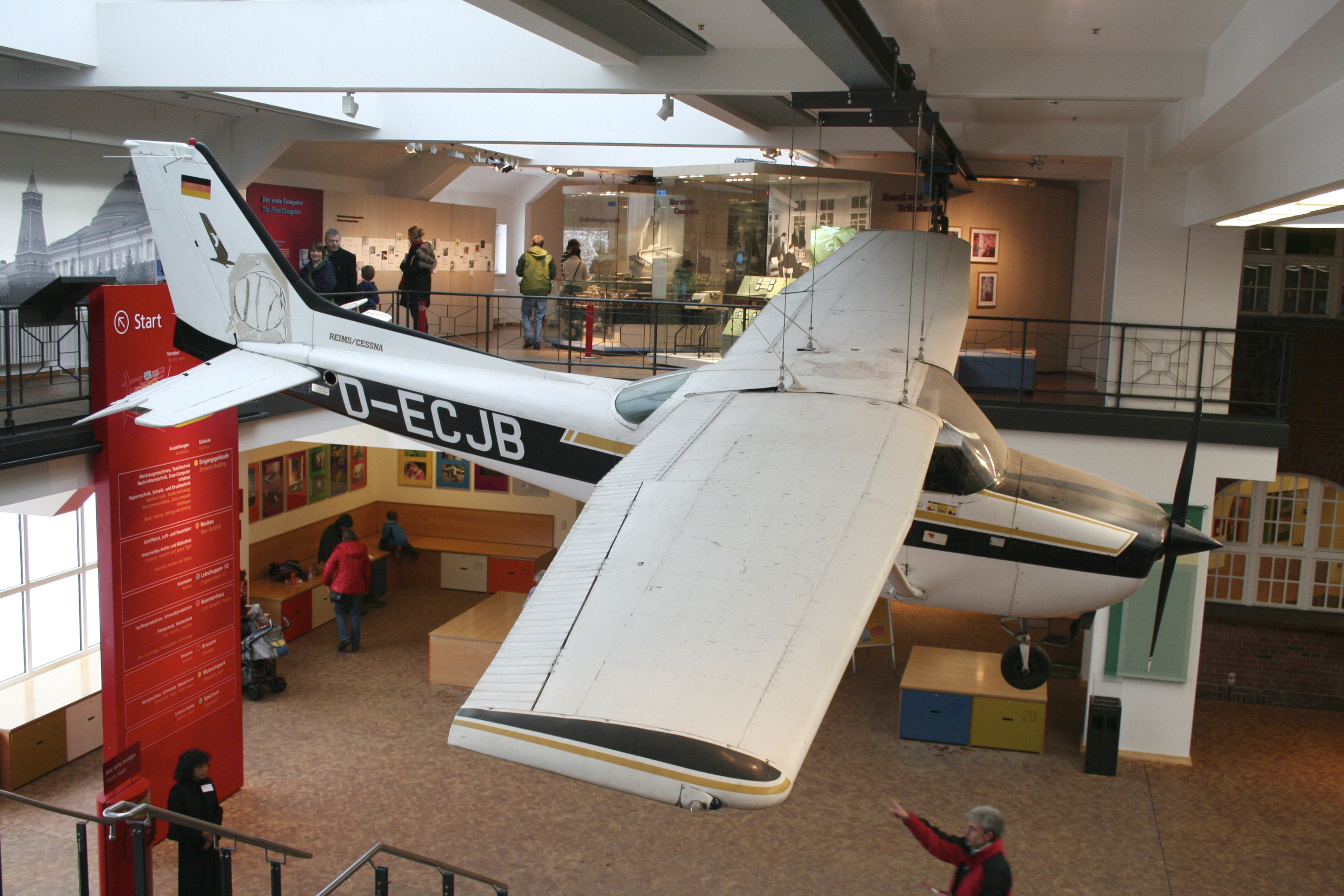
馬蒂亞斯.魯斯特駕駛的塞斯納172飛機

红场事件發生於美苏冷战時期的1980年代，当时只有19岁的西德汉堡市业余驾驶员馬蒂亞斯·魯斯特於1987年5月28日（星期四）驾驶塞斯納C-172-P飛機，突破芬兰和华约防空网，當晚莫斯科時間19点30分降落在蘇聯首都莫斯科红场。此人仅有约40小时飞行记录却能“突破”当时世界上顶尖大国的防空网。

## 事件經過
鲁斯特执行的最后的一段航线由芬兰赫尔辛基起飞，目的地德国汉堡。于5月28日13时起飞，本应航向西南；起飞十分钟后降低高度从赫尔辛基雷达上消失，转向正东，并且不再回应赫尔辛基航管呼叫；芬兰方面以为其已在海上坠机，派出飞机搜索，以及根据通讯中断时间派出快艇搭载潜水员至估计的海域，进行水面上下搜索，并通知德国其“遇难”消息。
鲁斯特知道低空飞行可以避开雷达侦测，以80米高度，225公里时速，尽快地脱离了赫尔辛基航管的管辖范围，但他当时不知道，此时苏联方面第14防空师设在爱沙尼亚的雷达已发现了他的飞机。因1983年曾發生大韓航空007號班機夜间偏航被击落事件，苏联国防部已向基层下达第0045号命令，该命令严禁防空军击落非军用飞机，动用导弹部队必须得到防空军总司令或者国防部长的许可。因C172巡航时速仅为200公里上下，其间所过之处虽有数个地空导弹阵地已瞄准其C172，却评估为非军用目标，加上没有接到开火命令，因而让其飞过。
而C172缺乏自动飞行设备，在约6小时航程中若人工保持低飞极耗精力，鲁斯特在其认为缺乏防空设置的地区，飞行高度在200米以上。
进入苏联领空1小时45分钟后，鲁斯特接近列宁格勒；14点45分，第18或54防空军派出两架苏-15於晴朗白天，目视确认了正在约500米高度以210公里时速巡航飞行的C172后，向地面报告目标为一架“轻型运动飞机”，但因双方有约200公里的时速差，未能当即确认飞机上的国旗和航空器註冊编号，只能围绕C172转圈；数分钟后鲁斯特在发现苏-15靠近规律后，做了个俯冲急转摆脱了其追踪；因苏军空地都没有将其当作威胁，苏机也无意与小型民用机纠缠，离开了此空域。
在蘇聯領空飛行約5小時後，鲁斯特降落在紅場旁的一座橋樑，機體移動到旁邊的巴士停車場，一位英國醫師拍攝到降落過程。降落後他隨即被捕。

## 事件後續
鲁斯特於同年9月2日第一次出庭受審，他宣稱是為了消除東西方的對立與促進和平而做出此舉動。他被以違反航空法、非法入國等罪名獲判四年有期徒刑，在被捕暨服刑432天之後，蘇聯最高蘇維埃主席團主席安德烈·葛羅米柯特赦了鲁斯特並予以驅逐出境，他在1988年8月3日回到西德。
他駕駛的塞斯納C-172-P之後被慕尼黑一家化粧品公司從蘇聯手中收購，轉售給一位居住日本的外國企業家，在東京的一處私有地展示，之後由栃木縣宇都宮市一間體育中心購入展覽，因土地重劃而移到一處倉庫存放。2008年9月18日，德国科技博物馆購得這架飛機，從川崎港經海運運回德國，2009年5月28日起在該博物館展出。
而苏方因此事件有国防部长谢尔盖·索科洛夫及防空部长亚历山大·科尔杜诺夫等约200名高官下台或撤换。有认为其确认了目标为小型民用机而未采取行动，本身并无过错；是当时的苏共总书记戈尔巴乔夫为其后推行“改革”，而以此为由更替持反对意见的军方高级将领。